# 쿼츠 컴포지터
쿼츠 컴포지터(Quartz Compositor)는 macOS의 디스플레이 서버(동시에 합성 창 관리자)이다. 이는 코어 그래픽스 프레임워크의 나머지 부분과 쿼츠 기술 계열의 기타 렌더러에서 래스터화되고 렌더링된 그래픽을 표시하고 유지 관리하는 일을 담당한다.

## 개요
쿼츠 2D, OpenGL, 코어 이미지, 퀵타임 또는 기타 프로세스의 비트맵 출력은 특정 메모리 위치 또는 백업 저장소에 기록된다. 그런 다음 합성기는 백업 저장소에서 데이터를 읽고 각 이미지를 디스플레이용 하나의 이미지로 조합하여 해당 이미지를 그래픽 카드의 프레임 버퍼 메모리에 쓴다. 쿼츠 컴포지터는 래스터 데이터만 허용하며 그래픽 프레임 버퍼에 직접 액세스할 수 있는 유일한 프로세스이다.
개별 창을 관리할 때 쿼츠 컴포지터는 위치와 함께 렌더러에서 창 내용의 비트맵 이미지를 받아들인다. 렌더러의 선택은 개별 애플리케이션에 달려 있지만 대부분은 쿼츠 2D를 사용한다. 그런 다음 쿼츠 컴포지터는 디스플레이용 전체 장면에 지정된 창을 추가하여 "시각적 혼합 보드" 역할을 한다.
창 관리자 역할을 하는 쿼츠 컴포지터에는 키 입력 및 마우스 클릭과 같은 이벤트를 수신하는 이벤트 큐도 있다. 쿼츠 컴포지터는 대기열에서 이벤트를 가져와 어느 프로세스가 이벤트가 발생한 창을 소유하는지 확인하고 해당 이벤트를 프로세스에 전달한다.
1. ↑  Russell, Matthew (2005년 10월 11일). “What Is Quartz (or Why Can't Windows Do That)”. 《O'Reilly Mac DevCenter》. O'Reilly Media. 2013년 5월 27일에 원본 문서에서 보존된 문서. 2011년 11월 17일에 확인함.
2. ↑  Siracusa, John (2005년 4월 28일). “Mac OS X 10.4 Tiger”. 《ArsTechnica》. 2010년 1월 15일에 확인함.
3. ↑  “Apple - Developer - Mac OS X Technology Overview: Graphics, Imaging, and Multimedia”. 2007년 4월 18일에 확인함.